# لوحات تسجيل المركبات في جزر كوكوس
لوحات تسجيل المركبات في جزر كوكوس بدأ إصدارها في عام 1969. لوحات الحالية هي معيار الأسترالي 372 ملم × 134 ملم، وبدأت السلسلة الحالية في عام 2000.